# Керос
Керос је једно ненастањено грчко острво у Кикладима близу јужне тачке Наксоса. Друго је острво по величини из Малих источних киклада.
У време раног бронзаног доба ту је постојела Керос-Сирос-култура на острвској хрупи Киклада која је датирана од стране археолога између 2700. и 2300. године п. н. е. и спада у хронологију Кикладске културе.